# British International School, Phuket
British (Curriculum) International School (formellt), British International School, Phuket (vardagligt), BCIS, fram till 25 juni 2005 Dulwich International College, är en skola som ligger mitt på den thailändska ön Phuket. Det är en skola med både dagstudenter och internat från förskola till gymnasienivå. Det 18 hektar stora området (99 rai) omfattar åtta internat, grundskolor och gymnasieskolor samt idrottsanläggningar inklusive simbassänger, tennisbanor, fotbollsplaner och golfcenter. Eleverna består av 1140 dag- och internatstudenter, med 60 nationaliteter representerade.
BCIS grundades som en franchiseskola till Dulwich College, som räknas som en av de ledande skolorna under universitetsnivå i Storbritannien. Efter en schism över hur läroplanen skulle vara utformad bröt sig BCIS ur samarbetet.
Skolan grundades 1996 som den första filialskolan till Dulwich College.
Skolan är värd för en 7-manna fotbollsturnering där 20 skolor från regionen deltar.

## Läroplan
Skolan erbjuder förskole-, grundskole- och gymnasieutbildning. Efter Early Years baseras Key Stage 1, 2 och 3 på den nationella läroplanen i England och Wales. Eleverna genomför sedan det tvååriga IGCSE-programmet i årskurs 10 och 11, följt av IB Diploma-programmet i årskurs 12 och 13.
Skolan erbjuder utbildning inom brittiska skolplanen, IGSCE samt International Baccalaureate Diploma Programme. Huvudspråket är engelska, men kompletterande modersmålsundervisning under 2004 var tyska, thai, japanska, franska samt kinesiska.
Skolan erbjuder ett antal stipendier för idrottande elever.

## Lärare
Skolan har 100 heltidslärare och fem deltidslärare. Skolans nuvarande rektor är Simon Meredith.